# Leuconephra punctilinea
Leuconephra punctilinea là một loài bướm đêm trong họ Noctuidae.